# 串間市立本城小学校
串間市立本城小学校（くしましりつ ほんじょうしょうがっこう）は、宮崎県串間市大字本城にある公立の小学校。

## 概要
歴史
1874年（明治7年）に創立。現校名となったのは1954年（昭和29年）。2024年（令和6年）に創立150周年を迎えた。
学校教育目標
「自ら学び自ら考え、健康で、豊かな心をもった、ねばり強い児童の育成」
校章
中央に、校名の略称である「本小」の文字（縦書き）を配している。
校歌
作詞は矢野不二男、作曲は海老原直による。歌詞は3番まであり、2番の歌詞中に校名の「本城」が登場する。
通学区域
串間市のうち「大字本城、大字崎田」。串間市立串間中学校区。

## 沿革
- 1874年（明治7年）1月 - 本城村道場地区に「本城小学校」が創立。
- 1886年（明治19年）- 小学校令施行により、簡易科（3年制）を設置の上、「簡易本城小学校」に改称。
- 1889年（明治22年）5月1日 - 町村制施行により、南那珂郡2村（本城・崎田）が合併の上、「本城村」が発足。
- 1890年（明治23年）- 尋常科（3年制）を設置の上、「尋常本城小学校」に改称。
- 1892年（明治25年）
  - 4月 - 「本城尋常小学校」に改称。
  - 11月 - 上篠地区に校舎を改築の上、移転を完了。
- 1908年（明治41年）4月 - 改正小学校令により、尋常科（義務教育年限）が4年制から6年制に改められる。
- 時期不詳 - 高等科を併置の上、「本城尋常高等小学校」に改称。
- 1941年（昭和16年）4月1日 - 国民学校令施行により、「本城村本城国民学校」に改称。尋常科を初等科に改める。
- 1947年（昭和22年）- 学制改革が行われる（六・三制の実施）
  - 4月1日 - 本城国民学校の初等科が、新制小学校「本城村立本城小学校」に改組・改称。
  - 4月30日 - 本城国民学校高等科および本城青年学校普通科が、新制中学校「本城村立本城中学校」に改組・改称。
- 1954年（昭和29年）
  - 4月1日 - 本城村立崎田小学校を分離・新設。
  - 11月3日 - 町村合併により、「串間市立本城小学校」（現校名）に改称。
- 1957年（昭和32年）6月 - 現在地に校舎を改築の上、移転を完了。
- 1965年（昭和40年）12月 - 完全給食を開始。
- 1974年（昭和49年）
  - 1月 - 創立100周年記念式典を挙行。
  - 4月1日 - 串間市立崎田小学校を統合。
- 1977年（昭和52年）3月 - 体育館が完成。
- 1978年（昭和53年）9月 - プールが完成。
- 1995年（平成7年）4月 - 給食、自校調理方式から給食センターからの配送方式に変更となる。
- 2001年（平成13年）10月 - 本城小・中学校合同で運動会を開催（第1回は小学校で、第2回以降は中学校で開催）。
- 2009年（平成21年）
  - 4月 - 特別支援学級を開設。
  - 8月 - 体育館の耐震工事が完了。
- 2016年（平成28年）
  - 3月 - 災害対策太陽光システムを設置。
  - 10月 - 最後の小中合同運動会を実施。
- 2017年（平成29年）4月 - 串間市立本城中学校の閉校により、中学校区が串間市立串間中学校に変更となる。
- 2021年（令和3年）2月 - 新型コロナウイルス感染拡大防止のため、バーチャル修学旅行を実施。

## 交通
最寄りの鉄道駅
- JR九州 日南線 「串間駅」

最寄りのバス停留所
- 串間市コミュニティバス「下平」停留所

最寄りの幹線道路
- 国道448号

## 周辺
- 旧・串間市立本城中学校（2017年（平成29年）3月末に閉校）
- 本城地区多目的広場
- 本城平郵便局